# Béla Simon (Ruderer)

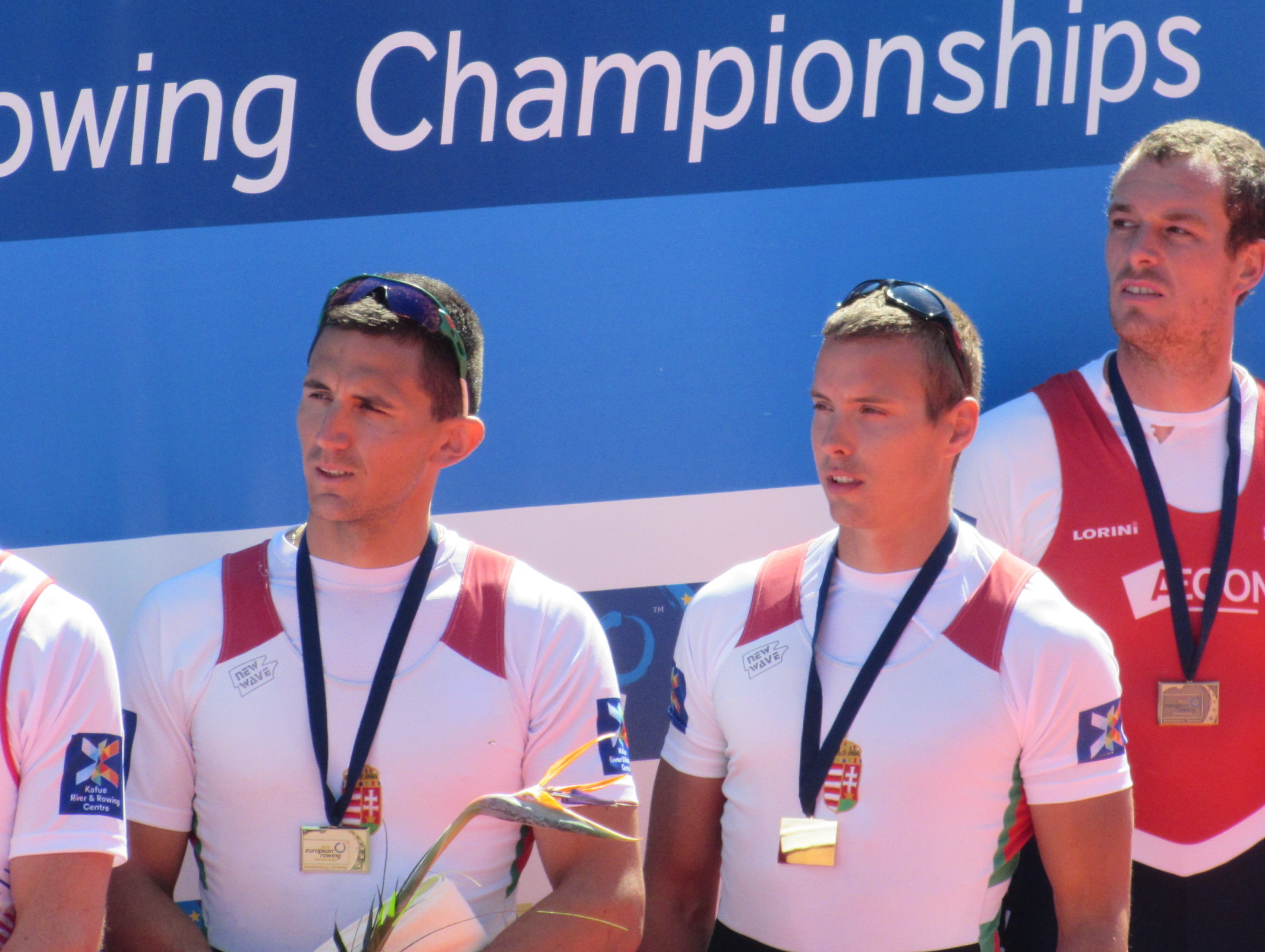
Béla Simon (links) und Adrián Juhász, Siegerehrung EM 2016

Béla Simon (* 4. August 1988 in Szolnok) ist ein ungarischer Ruderer. 
Béla Simon belegte im Vierer ohne Steuermann 2005 den siebten und 2006 den zwölften Platz bei den Junioren-Weltmeisterschaften. 2007 wechselte er in den Zweier ohne Steuermann und belegte mit Gaspar Vinko den fünften Platz bei den U23-Weltmeisterschaften, bei den Europameisterschaften 2007 erreichten sie den sechsten Platz. Bei den Europameisterschaften 2008 fuhren die Ungarn auf den siebten Platz.
2009 bildete Béla Simon mit Adrián Juhász den Zweier ohne Steuermann, die beiden gewannen die Silbermedaille bei den U23-Weltmeisterschaften und erreichten den fünften Platz bei den Europameisterschaften. Bei den Olympischen Spielen 2012 ruderte Simon mit Domonkos Széll, erreichte aber nicht das Semifinale.
2013 ruderten Juhász und Simon wieder zusammen im Zweier ohne Steuermann, bei den Europameisterschaften 2013 erreichten sie nach vier Jahren wieder ein Finale bei internationalen Meisterschaften, als sie den fünften Platz belegten. Nach einem ganz schwachen Jahr 2014 belegten die Ungarn bei den Europameisterschaften 2015 wieder den fünften Platz. Ihre erste internationale Medaille im Erwachsenenbereich erhielten die beiden Ungarn bei den Europameisterschaften 2016, als sie den Titel vor den Briten und den Niederländern gewannen. Bei den Olympischen Spielen 2016 erreichten die beiden den neunten Platz.
Im neuen Olympiazyklus konnten Simon und Juhász zunächst nicht an ihre vergangenen Leistungen anknüpfen. Im Zweier-ohne belegten sie bei den Europameisterschaften als Titelverteidiger nur den neunten und vorletzten Platz. Zu den Weltmeisterschaften stiegen sie in den nicht-olympischen und weniger umkämpften Zweier mit Steuermann um und gewannen mit Andrea Vanda Kolláth am Steuer die WM-Goldmedaille.